# We Are X (album)
A We Are X az X Japan japán heavymetal-együttes filmzenei albuma, mely 2017. március 7-én jelent meg a Sony Music's Legacy Recordings kiadásában. Az album a We Are X című dokumentumfilmhez készült, és az együttes régebbi dalait tartalmazza, valamint egy új dalt. 
A lemez 4. helyezett volt az Oricon slágerlistáján, vezette a brit rock- és metalalbumok és kislemezek listáját, valamint 27. volt a brit albumlistán. Ez volt az együttes első brit slágerlista-szereplése.

## Háttér
Az 1. és a 14. szám máshol korábban nem jelent meg. A Japánban kiadott Blu-spec CD-változaton további két dal is szerepel.
A 2017. március 4-i londoni koncert előtti napon autogramosztást tartottak az Oxford Streeten lévő HMV zenei áruházban, ahol a filmzenei album minden fizikai példánya elfogyott. Az eseményre érkező tömeg miatt az utcát le kellett zárni.
A dokumentumfilmhez írt La Venus című dalt beválogatták a legjobb eredeti dalnak járó Oscar-díjra jelölt 91 dal közé.

## Számlista
|     | Cím                                                     | Dalszöveg                | Zene        | Hossz |
| --- | ------------------------------------------------------- | ------------------------ | ----------- | ----- |
| 1.  | La Venus (akusztikus)                                   | Yoshiki                  | Yoshiki     | 4:40  |
| 2.  | Kurenai (a The Last Live koncertről)                    | Yoshiki                  | Yoshiki     | 5:38  |
| 3.  | Forever Love                                            | Yoshiki                  | Yoshiki     | 8:38  |
| 4.  | A Piano String in Es Dur                                |                          | Yoshiki     | 1:51  |
| 5.  | Dahlia                                                  | Yoshiki                  | Yoshiki     | 7:58  |
| 6.  | Crucify My Love                                         | Yoshiki                  | Yoshiki     | 4:32  |
| 7.  | Xclamation                                              |                          | hide, Taiji | 3:54  |
| 8.  | Standing Sex (az X Japan Returns 1993.12.30 koncertről) | Igarasi Mijuki           | Yoshiki     | 4:45  |
| 9.  | Tears                                                   | Siratori Hitomi, Yoshiki | Yoshiki     | 7:12  |
| 10. | Longing: Szecubó no joru                                | Yoshiki                  | Yoshiki     | 5:12  |
| 11. | Art of Life (3rd Movement)                              | Yoshiki                  | Yoshiki     | 4:39  |
| 12. | Endless Rain (a The Last Live koncertről)               | Yoshiki                  | Yoshiki     | 7:06  |
| 13. | X (a The Last Live koncertről)                          | Siratori Hitomi          | Yoshiki     | 6:35  |
| 14. | Without You (Unplugged)                                 | Yoshiki                  | Yoshiki     | 6:01  |

| 15. | Rusty Nail (a Dahlia Tour Final: Mubó na joru koncertről) |  |
| 16. | Forever Love (a The Last Live koncertről)                 |  |

## Slágerlista-helyezések
| Slágerlista                                      | Helyezés |
| ------------------------------------------------ | -------- |
| Oricon (Japán)                                   | 4        |
| Kaon, albumok (Dél-Korea)                        | 99       |
| Kaon, nemzetközi albumok                         | 11       |
| Brit albumlista                                  | 27       |
| Brit rock- és metalalbumok és kislemezek listája | 1        |
| Brit filmzenei albumok listája                   | 3        |

## Fordítás
- Ez a szócikk részben vagy egészben  a   We Are X (soundtrack) című angol Wikipédia-szócikk fordításán alapul.  Az eredeti cikk szerkesztőit annak laptörténete sorolja fel. Ez a jelzés csupán a megfogalmazás eredetét és a szerzői jogokat jelzi, nem szolgál a cikkben szereplő információk forrásmegjelöléseként.